# Château de Perrien
Le château de Perrien est un édifice en ruines situé à Lanrodec, en France.

## Localisation
Le château est situé sur le territoire de la commune de Lanrodec, au lieu-dit Le Grand Perrien, dans le département des Côtes-d'Armor, en région Bretagne.

## Description
Le château de Perrien (XVe et XVIe siècles) était fortifié, entouré de douves, ses tours abritaient des casemates d'artillerie. Aujourd'hui, ne subsistent que les douves et quelques pierres d'origine.

## Historique
Les ruines du château conservent une cheminée à cariatides. De chaque côté de la cheminée, entre deux piliers surmontés d'un chapiteau Renaissance, se trouve une cariatide coiffée d'un ornement courbe. Au-dessus de la cheminée, des corbeaux moulurés soutiennent une tablette. Des parties ont été déplacées à la villa l'Épave à Saint-Quay-Portrieux et aux fermes de Crec'h Metern à Saint-Fiacre et au Petit-Perrien à Lanrodec.
Il est inscrit partiellement au titre des monuments historiques par arrêté du 10 septembre 1928.

## Galerie

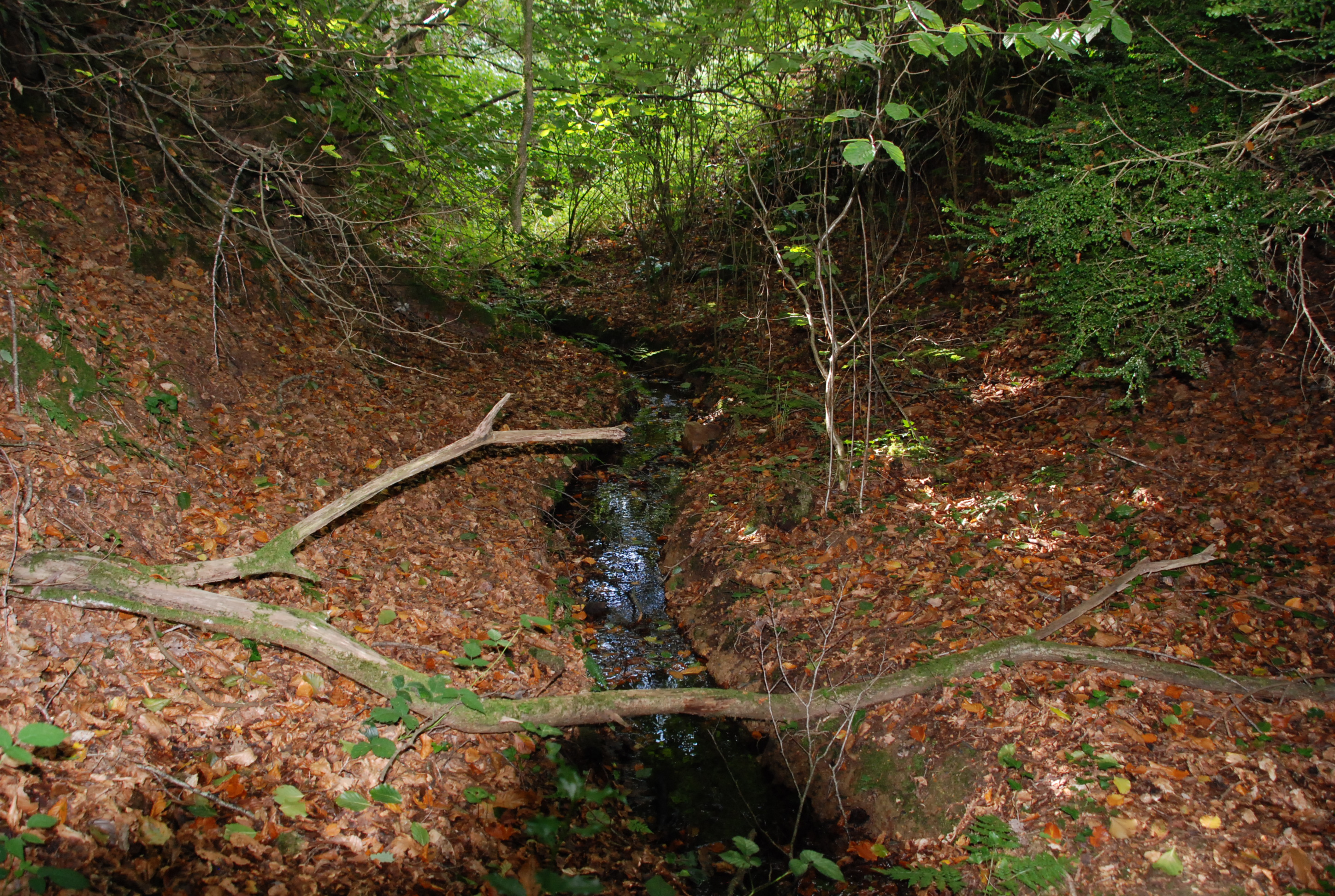
Douves du château.
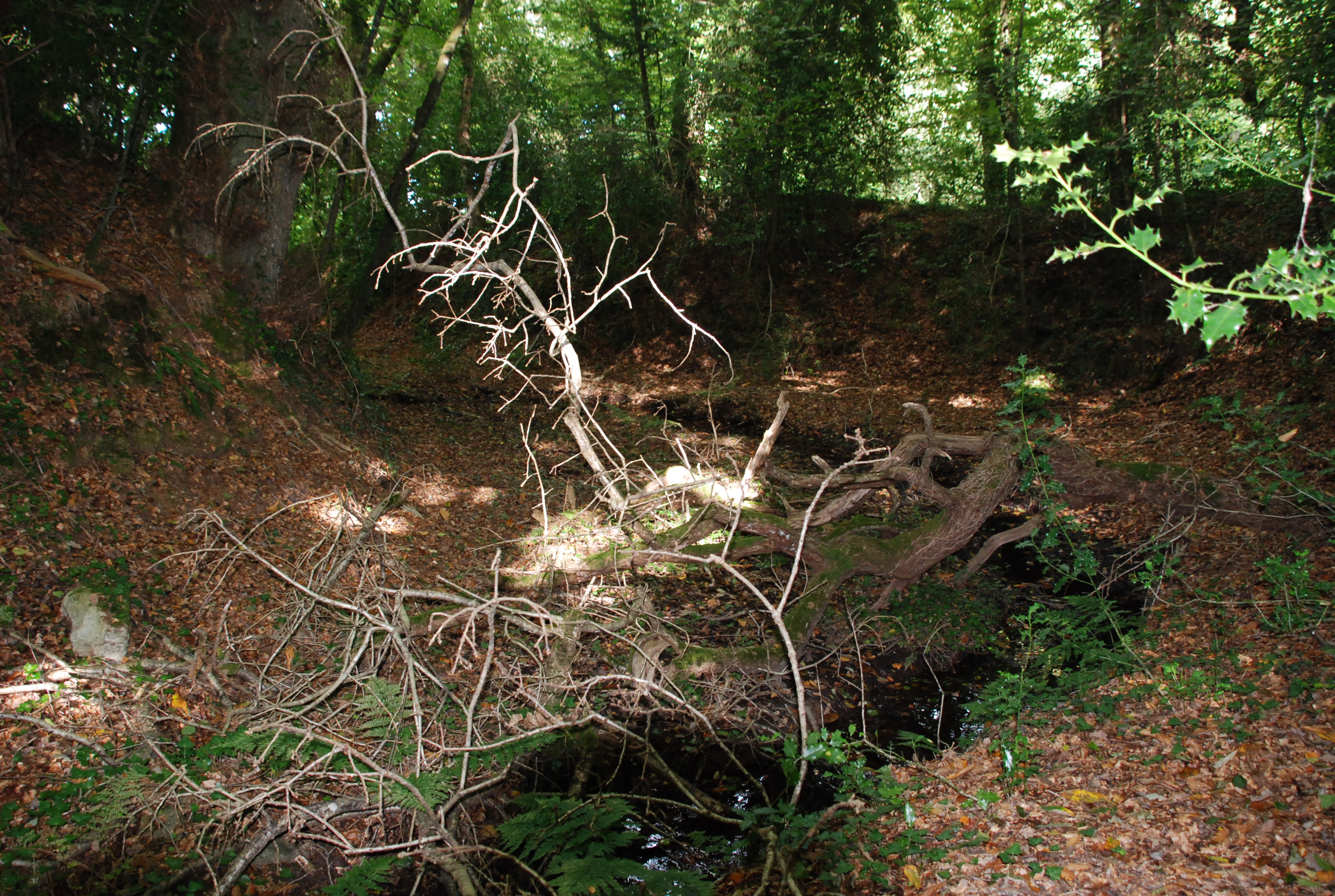
Douves du château.
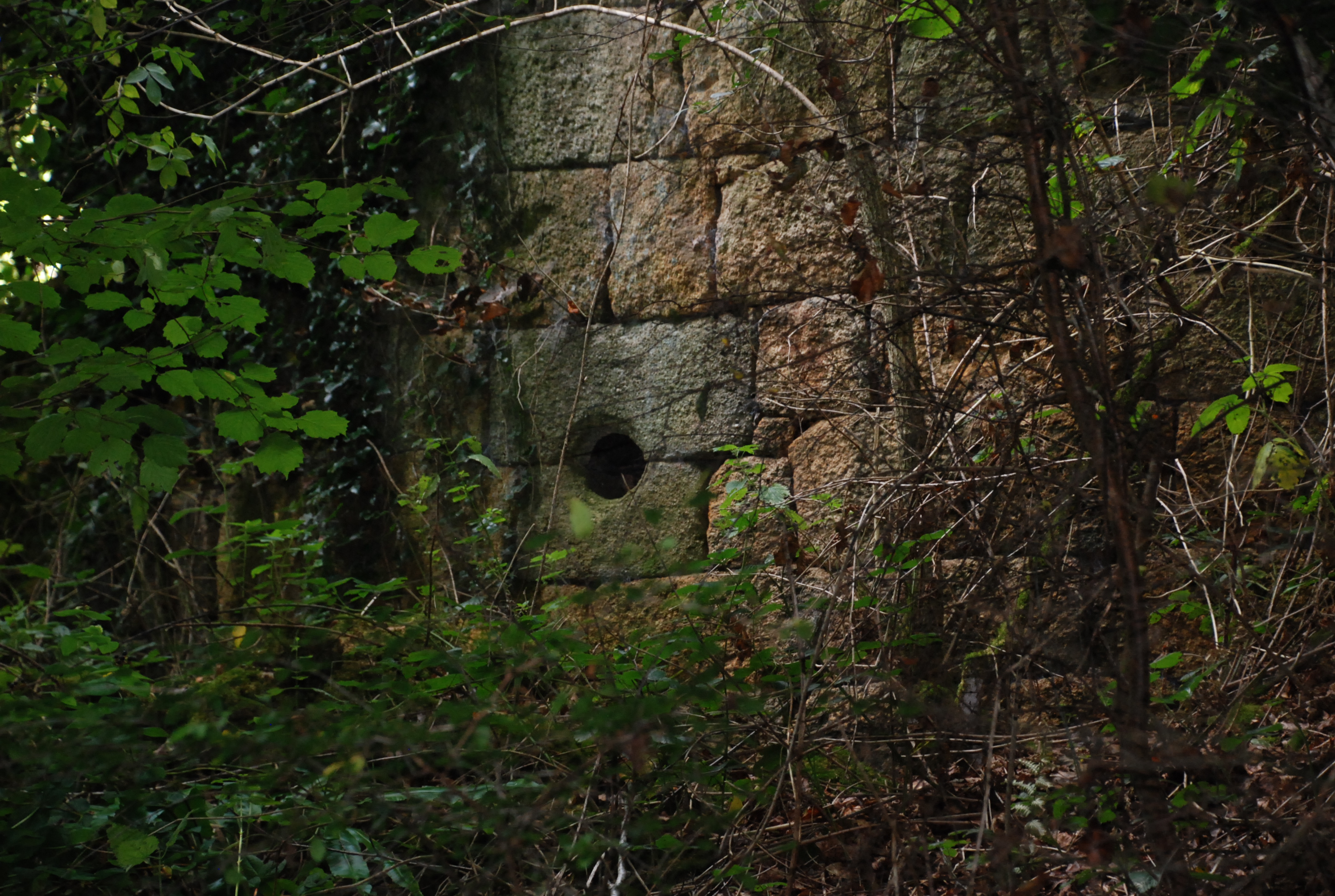
Orifice à la base d'une tour en ruine du château.
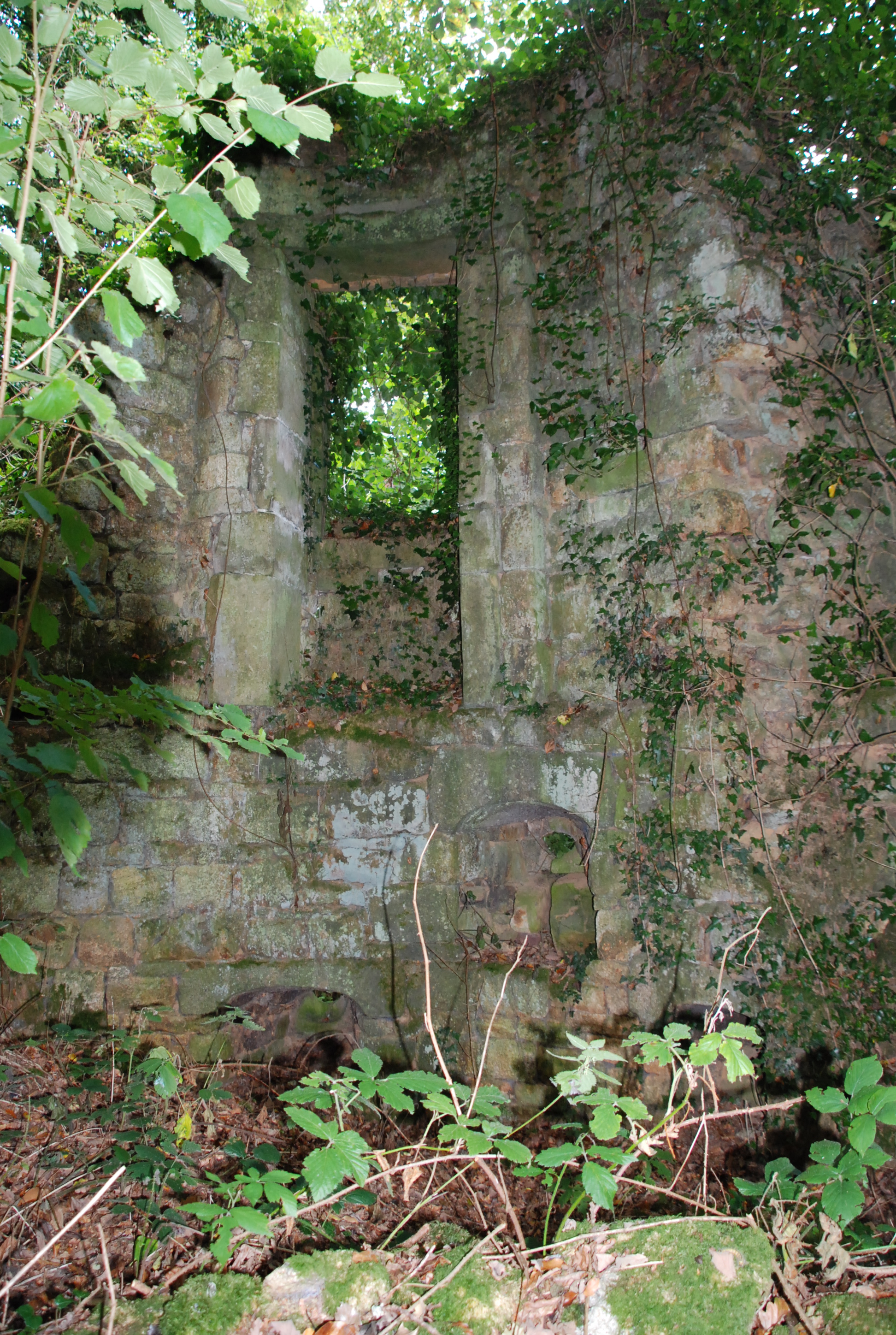
Ouverture intérieur sur une tour en ruine du château.
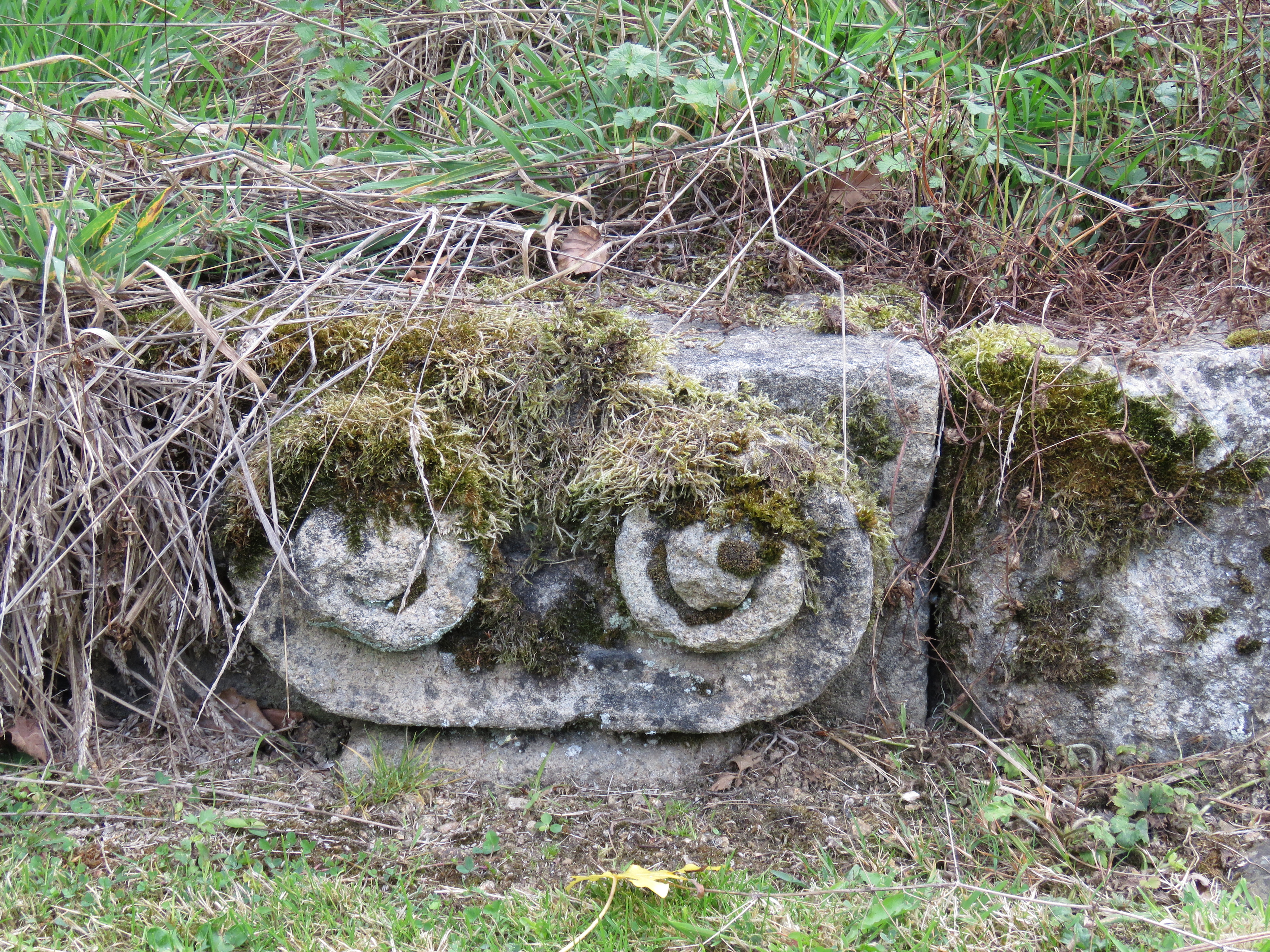
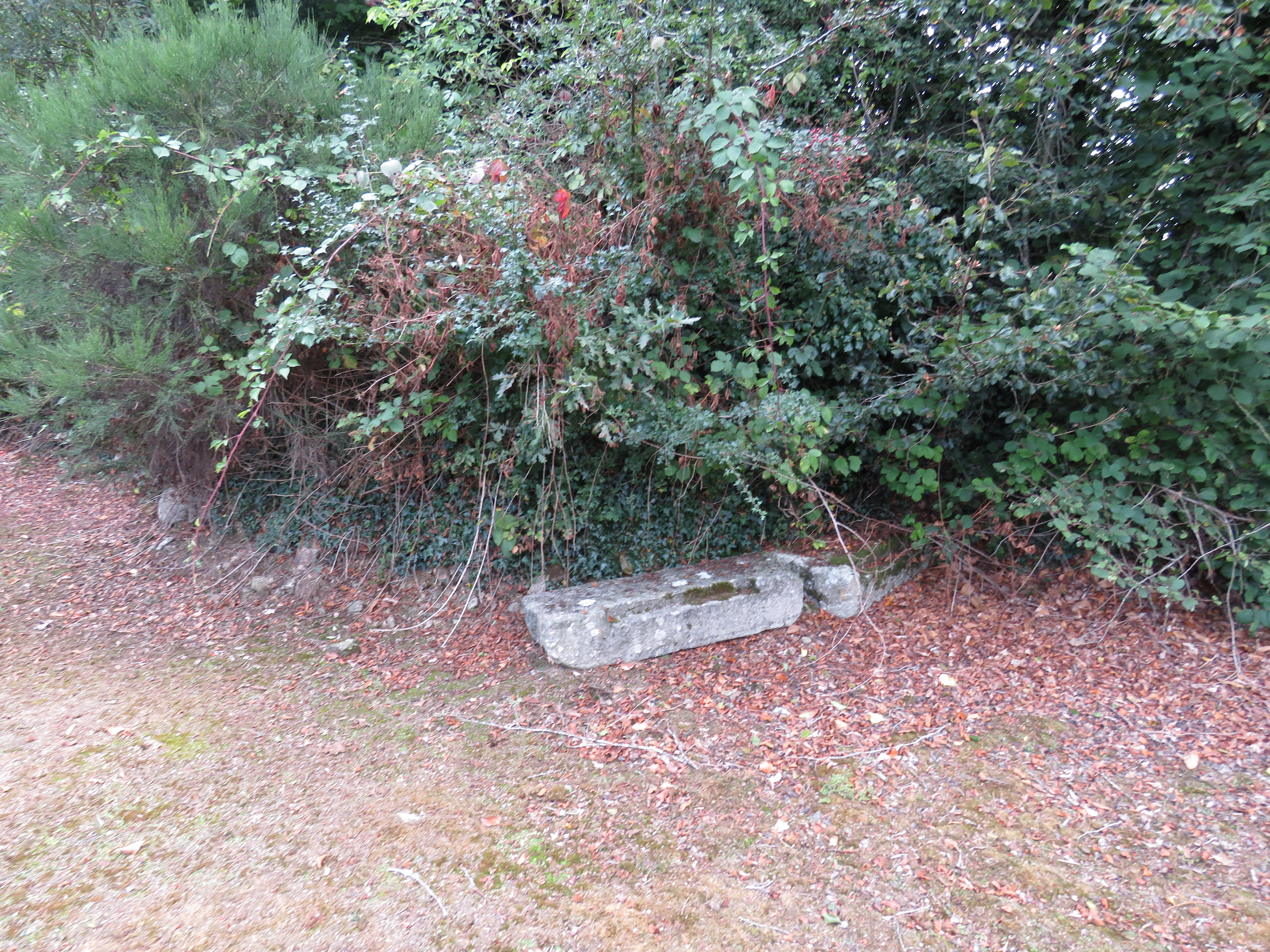